# Kościół św. Szczepana w Krakowie (Stare Miasto)
Kościół św. Szczepana – średniowieczny kościół w Krakowie, w obrębie Starego Miasta, w południowo-wschodniej części dzisiejszego placu Szczepańskiego. Zburzony w 1802 roku.

## Historia

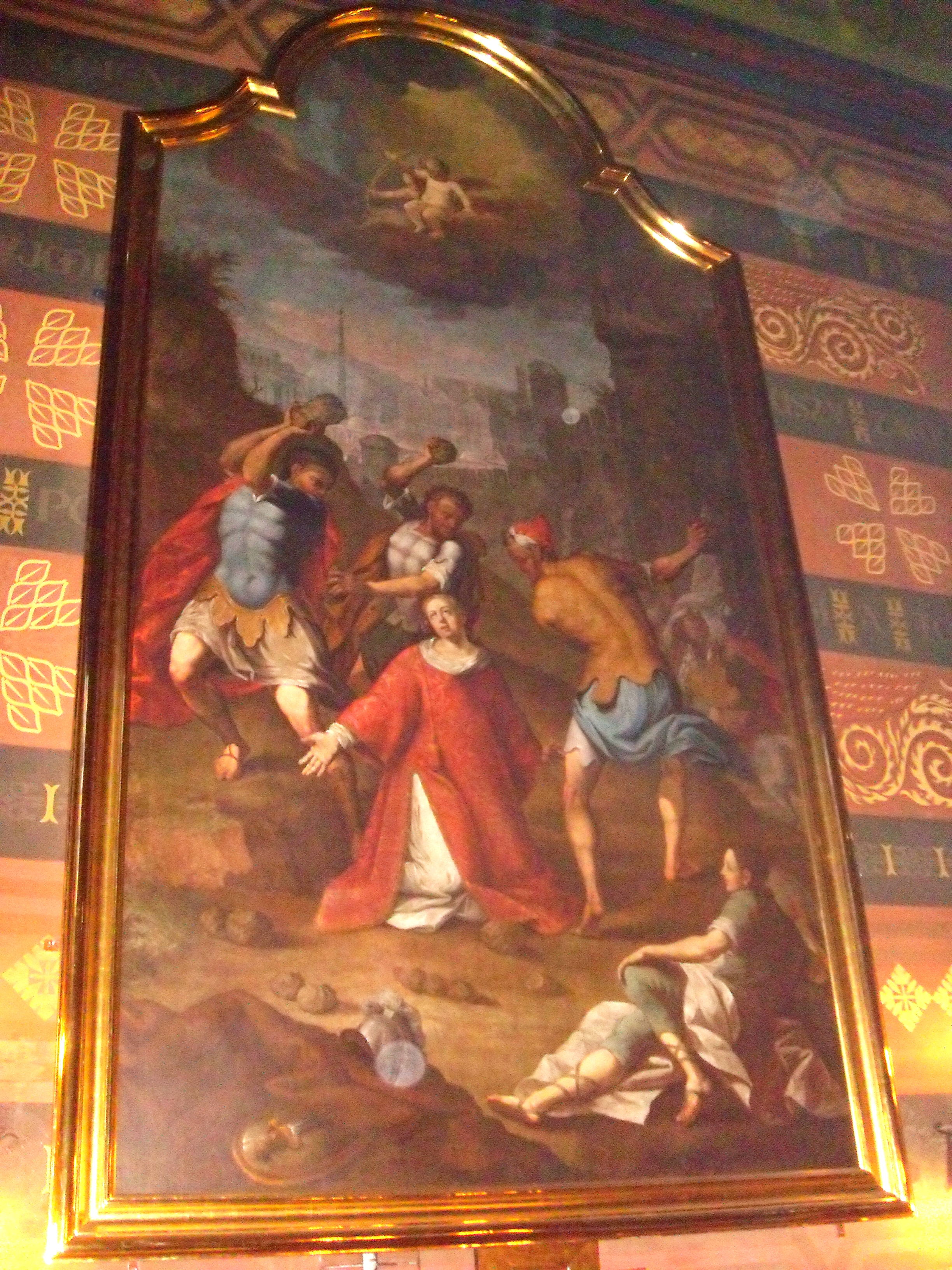
Męczeństwo św. Szczepana – obraz z nieistniejącego kościoła św. Szczepana na Pl. Szczepańskim w Krakowie

Kościół św. Szczepana został zbudowany zapewne w XIII w. (odkształcenie planu miasta lokacyjnego w miejscu istnienia kościoła przemawia za datą założenia przed 1257), a najstarsze wzmianki o kościele pochodzą z początku kolejnego stulecia (m.in. w limitacji granic parafii krakowskich z 1327, co oznacza, że znajdowała się tu jedna z czterech najstarszych krakowskich parafii). W XIV i XV w. został rozbudowany. Średniowieczna budowla była wzniesiona na wapiennych fundamentach, z cegły, orientowana, trójnawowa, halowa, na rzucie prostokąta z węższym, również prostokątnym prezbiterium. Pozostawał pod opieką świeckiego kleru i patronatem królewskim.
W końcu XVI w. kościół stał się punktem oparcia młodego zakonu jezuitów: biskup krakowski Piotr Myszkowski przekazał im kościół w 1579, co zatwierdził król Stefan Batory w 1583, który zrzekł się też patronatu królewskiego nad świątynią. Jezuici stopniowo zmieniali wyposażenie kościoła dokonując jego barokizacji, m.in. w 1588 zbudowano nowy ołtarz główny, a w latach 1624–1625 zrealizowano kaplice: z części nawy północnej wydzielono kaplicę z ołtarzem św. Stanisława Kostki, a przy nawie południowej dobudowano kaplicę z ołtarzem św. Ignacego Loyoli. Ta ostatnia kaplica znalazła się pod opieką możnej rodziny Korycińskich (w krypcie pod kaplicą urządzono rodowe mauzoleum).
W połowie XVII w. powstał plan całkowitej przebudowy kościoła w stylu barokowym, na co fundusze przeznaczył zmarły w 1658 kanclerz wielki koronny Stefan Koryciński. Prace podjęto jednak dopiero w latach 80. tego stulecia i zakończono w 1692, kierował nimi Jakub Solari. Kościół zyskał nową, barokową fasadę. Planowano m.in. przebudowę sklepienia na kolebkowe, wykonanie empor nad nawami bocznymi, zamknięcie prezbiterium półkolistą apsydą, jednak nie wiadomo, czy wszystkie te plany zostały ostatecznie zrealizowane.
W 1732 kościół został odebrany jezuitom oddany pod patronat Akademii Krakowskiej. Z 1748 pochodzi opis kościoła zawarty w aktach wizytacji biskupiej, zgodnie z którym kościół otoczony był cmentarzem, a przy południowym murze świątyni znajdowała się kostnica. Na dachu wznosiła się sygnaturka. Wejście do kościoła prowadziło przez dobudowaną od zachodu do fasady kruchtę, a obok znajdowała się dzwonnica z trzema dzwonami. Od północy do prezbiterium przylegała zakrystia, a po drugiej stronie chóru znajdowała się kaplica św. Ignacego, której ołtarz i ściany wyłożono czarnym marmurem. Także z czarnego marmuru był wykonany ołtarz św. Stanisława Kostki. W ołtarzu głównym znajdował się drewniany krucyfiks, a ponad nim obraz św. Szczepana. Ponadto w kościele znajdowało się dziewięć innych ołtarzy (Najświętszej Marii Panny, św. Urszuli, Zdjęcia z Krzyża, św. Anny - cechu białych garbarzy, Niepokalanego Poczęcia Najświętszej Marii Panny - cechu krupniczego, św. Mikołaja - cechu czerwonych garbarzy, św. Jadwigi śląskiej, św. Marii Magdaleny - cechu ogrodników, św. Stefana - cechu garncarzy). W narożniku przylegającego do kościoła cmentarza wznosił się budynek szkoły parafialnej, ufundowany przez Macieja Miechowitę na początku XVI w. (wcześniejszy, drewniany, spłonął w 1494). Na fasadzie szkoły był wymalowany obraz Najświętszej Marii Panny, przed którym szkolne dzieci śpiewały litanie.
Kościół podupadał i w 1797 władze austriackie zdecydowały o przeniesieniu parafii św. Szczepana do kościoła karmelitów na Piasku. Ostatnie nabożeństwo w świątyni odbyło się 11 października 1801 r., a następnego dnia w uroczystej procesji przeniesiono relikwie świętych do kościoła karmelitów. Wyposażenie przeniesiono do innych kościołów, a pozostałą część sprzedano na licytacji. W kolejnym roku kościół zburzono.
Po zburzeniu kościoła i sąsiednich pojezuickich zabudowań powstał w tym miejscu obszerny plac, początkowo nazwany placem Gwardii Narodowej, a potem placem Szczepańskim. Funkcjonowało tu targowisko, które przetrwało do drugiej wojny światowej.
W latach 1933–1938 wybudowano przy ul. Sienkiewicza 19 nowy kościół pod wezwaniem św. Szczepana, do którego przeniesiono siedzibę parafii z kościoła karmelitów. Znalazły się tam też niektóre przedmioty z pierwotnej świątyni (manierystyczny ołtarz, gotycka chrzcielnica z 1425, relikwiarze św. Urszuli i św. Szczepana).